# Cucumis ritchiei
Cucumis ritchiei är en gurkväxtart som först beskrevs av Charles Baron Clarke, och fick sitt nu gällande namn av Ghebret. och Thulin. Cucumis ritchiei ingår i släktet gurkor, och familjen gurkväxter. Inga underarter finns listade i Catalogue of Life.